# 卡寇
卡寇，又譯盧卡寇，是法國民間傳說中形似蝸牛的巨型生物，出沒在法國西南部的洞穴中。

## 傳說
在卡寇到來之前就可以先看到它的黏液，沒有人敢接近這種生物，因為會被它的觸手抓住，拖進它的洞穴裡，然後整個吞掉。
有居民將他們的財寶藏在地下，那些覬覦這些物品去尋寶的人，因為大意而遇到了卡寇，被它用觸手纏繞吸附，最後被吃掉。